# Gliwickie Zawody w Dwuboju Spadochronowym Gliwice 2004
Gliwickie Zawody w Dwuboju Spadochronowym Gliwice 2004 – odbyły się 24 lipca 2004. Zawody zorganizowane zostały przez Aeroklub Gliwicki – Sekcję Spadochronową Aeroklubu Gliwickiego. Do dyspozycji skoczków był samolot An-2P SP-AOI.

## Rozegrane kategorie
Zawody rozegrano w trzech kategoriach:
- Klasyfikacja slalom rowerowy
- Klasyfikacja indywidualna – celność lądowania (Każdy zawodnik skakał na takim samym spadochronie. W tym przypadku był to okrągły spadochron szkolno-treningowy L-2 Kadet)
- Klasyfikacja dwubój.

Źródło:.

## Medaliści
Medalistów Spadochronowych Mistrzostw Śląska 2004 podano za: Jan Isielenis, Archiwum Aeroklubu Gliwickiego, s. 1–3.
| Konkurencja       | Złoto            | Srebro              | Brąz           |
| Slalom rowerowy   | Jan Benedyktow   | Aleksander Lisiecki | Piotr Budzyna  |
| Celność lądowania | Jan Isielenis    | Robert Wieczorek    | Piotr Polewski |
| Dwubój            | Robert Wieczorek | Aleksandr Lisiecki  | Piotr Polewski |

## Wyniki zawodów
Wyniki Spadochronowych Mistrzostw Śląska 2004 podano za:Jan Isielenis, Archiwum Aeroklubu Gliwickiego, s. 1–3.
W zawodach wzięło udział 21 zawodników  Polska.

### Klasyfikacja slalom rowerowy
| Miejsce | Imię i nazwisko     | Czas  |
| ------- | ------------------- | ----- |
| 1.      | Jan Benedyktow      | 40,12 |
| 2.      | Aleksander Lisiecki | 40,95 |
| 3.      | Piotr Budzyna       | 40,95 |
| 4.      | Robert Wieczorek    | 41,02 |
| 5.      | Piotr Polewski      | 41,79 |
| 6.      | Tomasz Michalski    | 42,27 |
| 7.      | Dawid Woszczyna     | 42,63 |
| 8.      | Andrzej Otręba      | 43,01 |
| 9.      | Marcin Stencel      | 45,37 |
| 10.     | Jan Isielenis       | 45,72 |
| 11.     | Bożena Brzosta      | 45,99 |
| 12.     | Jan Zięba           | 46,26 |
| 13.     | Waldemar Zygała     | 46,30 |
| 14.     | Aleksandr Jurków    | 46,79 |
| 15.     | Marek Rutkowski     | 47,74 |
| 16.     | Agnieszka Zielińska | 48,13 |
| 17.     | Aleksander Rogala   | 48,28 |
| 18.     | Danuta Polewska     | 53,26 |
| 19.     | Magda Kozakowska    | 57,59 |
| 20.     | Zenon Łakowski      | 66,11 |
| 21.     | Dariusz Szpak       | –     |

### Klasyfikacjacelność lądowania
| Miejsce | Imię i nazwisko     | Metry |
| ------- | ------------------- | ----- |
| 1.      | Jan Isielenis       | 1,90  |
| 2.      | Robert Wieczorek    | 6,00  |
| 3.      | Piotr Polewski      | 10,50 |
| 4.      | Aleksander Lisiecki | 15,40 |
| 5.      | Tomasz Michalski    | 35,00 |
| 6.      | Piotr Budzyna       | 39,10 |
| 7.      | Waldemar Zygała     | 40,95 |
| 8.      | Dawid Woszczyna     | 42,27 |
| 20.     | Danuta Polewska     | max   |
| 20.     | Aleksander Rogala   | max   |
| 20.     | Marek Rutkowski     | max   |
| 20.     | Jan Zięba           | max   |
| 20.     | Agnieszka Zielińska | max   |
| 20.     | Bożena Brzosta      | max   |
| 20.     | Marcin Stencel      | max   |
| 20.     | Jan Benedyktow      | max   |
| 20.     | Andrzej Otręba      | max   |
| 20.     | Zenon Łukowski      | max   |
| 20.     | Aleksander Jurków   | max   |
| 20.     | Magda Kozakowska    | max   |

### Klasyfikacja dwubój
| Miejsce | Imię i nazwisko     | Punkty |
| ------- | ------------------- | ------ |
| 1.      | Robert Wieczorek    | 6      |
| 2.      | Aleksandr Lisiecki  | 6      |
| 3.      | Piotr Polewski      | 8      |
| 4.      | Piotr Budzyna       | 9      |
| 5–6.    | Jan Isielenis       | 11     |
| 5–6.    | Tomasz Michalski    | 11     |
| 7.      | Dawid Woszczyna     | 16     |
| 8–9.    | Waldemar Zygała     | 21     |
| 8–9.    | Jan Benedyktow      | 21     |
| 10.     | Andrzej Otręba      | 28     |
| 11–12.  | Bożena Brzosta      | 29     |
| 11–12.  | Marcin Stencel      | 29     |
| 13.     | Jan Zięba           | 32     |
| 14.     | Aleksander Jurków   | 34     |
| 15.     | Marek Rutkowski     | 35     |
| 16.     | Agnieszka Zielińska | 36     |
| 17.     | Aleksander Rogala   | 37     |
| 18.     | Danuta Polewska     | 38     |
| 19.     | Magda Kozakowska    | 39     |
| 20.     | Zenon Łukowski      | 40     |